# Zane Eglīte
Zane Eglīte (Jūrmala, 10 dicembre 1984) è un'ex cestista lettone.
Alta 170 cm, giocava come guardia.

## Carriera
Dal 2010 al 2012 ha giocato nella Cest. Spezzina in serie A2.
Con la Lettonia ha disputato i Giochi olimpici di Pechino 2008 e cinque edizioni dei Campionati europei (2005, 2007, 2009, 2011, 2015).